# 아퀴레이리
아퀴레이리(아이슬란드어: Akureyri)는 아이슬란드 북부에 위치한 도시이다. 아퀴레이리는 회뷔드보르가르스바이디(대레이캬비크)에 이어서 아이슬란드에서 두 번째로 큰 지역이며, 네 번째로 큰 도시이다. 2021년 인구는 19,219명이고 아이슬란드 북부의 수도로 불린다. 이 나라의 간선도로인 일주 순환도로가 지나며, 수도 레이캬비크에서 항공편이 있다. 또한 어업의 근거지이며 상공업의 중심지로 농산물의 집산지이기도 하다. 아큐레이리는 9세기부터 사람이 거주하기 시작했으나 1786년에야 도시로 인정받았다. 지리적 요인으로 인해 상대적으로 따뜻한 기후를 가지고 있으며, 역사적으로 중요한 역할을 한 부동항이 위치해있다.

## 역사
아퀴레이리에 처음 정착한 사람은 노르드족 바이킹인 헬기 마그리 에빈다르손(Helgi magri (the slim) Eyvindarson)이다. 아퀴레이리에 대한 첫 번째 언급은 1562년 간통을 선고받은 한 여인에 대한 법정 기록에서 나온다. 17세기, 덴마크 상인들은 그들의 거점을 폴루린의 분출점인 아퀴레이리의 현재 위치에 세웠는데, 아퀴레이리가 뛰어난 자연환경과 비옥한 토양을 지녔기 때문이었다. 이 상인들은 아퀴레이리에 1년 내내 거주하지는 않았고 겨울에는 집에 돌아갔다.
아퀴레이리에 사람이 영구적으로 거주하기 시작한 것은 1778년부터이고, 그로부터 8년 뒤 덴마크 왕으로부터 다섯 개의 다른 아이슬란드 도시와 함께 도시 헌장을 인정받게 되었다. 왕은 이러한 행동으로 아이슬란드에서의 삶의 여건을 향상시키고자 했는데, 당시에 아이슬란드에는 도시가 없었기 때문이었다. 아퀴레이리에 대한 왕의 관심은 성공하지 못했는데, 이는 도시의 인구가 12명에서 정체되었기 때문이었다. 아퀴레이리는 1836년에 도시지위를 잃었지만, 1862년에 그 지위를 회복했다. 그 시점부터 아퀴레이리는 최고의 항구 환경과 주위의 비옥한 농업지대를 바탕으로 인구가 증가하기 시작하였다. 농업 생산물은 경제에 중요한 요소가 되었다.
2차 세계대전 중, 아퀴레이리는 노르웨이-영국 연합의 RNoAF 330 비행중대의 3개 공군기지 중 하나로 사용되었다. 1941년 4월 25일 창립된 이 비행중대는 노스로프 N-3PB 폭격기를 보유하고 있었다. A 비행편대는 레이캬비크에 있었고, B 비행편대는 아퀴레이리에 있었고, C 비행편대는 부다레이리에 있었다. 1940년 12월 1일, A와 B 비행편대는 노르웨이 공군기지의 역할이 중지되었지만, C 비행편대는 아퀴레이리의 노스로프 N-3PB를 넘겨받아 1943년 4월 5일까지 역할을 계속하였다. RNoAF 330 비행중대는 또한 미국에서 영국과 무르만스크로 향하는 호송 선단을 독일 잠수함으로부터 보호하는 역할을 하는 비행정을 아퀴레이리에서 공수받기도하였다.
20세기, 아이슬란드는 이촌향도 현상을 경험하게 된다. 90년대 들어서 상업과 서비스업은 아퀴레이리 인구 중 가장 높은 비율의 종사자를 차지하는 산업으로 자리잡게 된다. 어린이 서적의 권위자인 존 스베인손이 1944년 아퀴레이리에서 세상을 떠났다
21기 초. 두 개의 메이저 어업 기업이 수입의 주 원천이 된 것과, 앞으로도 성장이 지속될 거라는 이유로 어업은 아퀴레이리에서 주 산업으로 자리 잡게 되었다. 1987년 아퀴레이리 종합대학이 설립되었고 빠르게 성장 중이다.
2004년, 아퀴레이리에서 북쪽으로 35킬로미터 떨어져있고, 과거 자치권을 지녔던 흐리세이가 아퀴레이리에 편입되었다. 흐리세이는 210명이 거주하고 있고, 아이슬란드 본토를 제외한 섬들 중 2번째로 큰 면적을 차지하고 있다. 또한, 반려동물과 가축들의 격리지이도 하다. 이 지역은 과거부터 어업이 시행되는 지역이었다. 주민들은 대부분 섬의 남쪽에 거주하고 있으며, 북부 지역은 사유지로서 출입 시 통행증을 요구한다.

## 기후
| Akureyri, Iceland의 기후                      | Akureyri, Iceland의 기후 | Akureyri, Iceland의 기후 | Akureyri, Iceland의 기후 | Akureyri, Iceland의 기후 | Akureyri, Iceland의 기후 | Akureyri, Iceland의 기후 | Akureyri, Iceland의 기후 | Akureyri, Iceland의 기후 | Akureyri, Iceland의 기후 | Akureyri, Iceland의 기후 | Akureyri, Iceland의 기후 | Akureyri, Iceland의 기후 | Akureyri, Iceland의 기후 |
| 월                                            | 1월                      | 2월                      | 3월                      | 4월                      | 5월                      | 6월                      | 7월                      | 8월                      | 9월                      | 10월                     | 11월                     | 12월                     | 연간                     |
| --------------------------------------------- | ------------------------ | ------------------------ | ------------------------ | ------------------------ | ------------------------ | ------------------------ | ------------------------ | ------------------------ | ------------------------ | ------------------------ | ------------------------ | ------------------------ | ------------------------ |
| 역대 최고 기온 °C (°F)                        | 13.0 (55.4)              | 13.8 (56.8)              | 15.0 (59.0)              | 19.8 (67.6)              | 24.6 (76.3)              | 29.4 (84.9)              | 27.6 (81.7)              | 27.7 (81.9)              | 21.8 (71.2)              | 19.5 (67.1)              | 17.6 (63.7)              | 14.1 (57.4)              | 29.4 (84.9)              |
| 일평균 최고 기온 °C (°F)                      | 0.9 (33.6)               | 1.7 (35.1)               | 2.1 (35.8)               | 5.4 (41.7)               | 9.5 (49.1)               | 13.2 (55.8)              | 14.5 (58.1)              | 13.9 (57.0)              | 9.9 (49.8)               | 5.9 (42.6)               | 2.6 (36.7)               | 1.3 (34.3)               | 6.7 (44.1)               |
| 일일 평균 기온 °C (°F)                        | −2.2 (28.0)              | −1.5 (29.3)              | −1.3 (29.7)              | 3.4 (38.1)               | 5.5 (41.9)               | 9.1 (48.4)               | 10.5 (50.9)              | 10.0 (50.0)              | 6.3 (43.3)               | 3.0 (37.4)               | −0.4 (31.3)              | −1.9 (28.6)              | 3.4 (38.1)               |
| 일평균 최저 기온 °C (°F)                      | −5.5 (22.1)              | −4.7 (23.5)              | −4.2 (24.4)              | 1.5 (34.7)               | 2.3 (36.1)               | 6.0 (42.8)               | 7.5 (45.5)               | 7.1 (44.8)               | 3.5 (38.3)               | −0.4 (31.3)              | −3.0 (26.6)              | −5.1 (22.8)              | 0.4 (32.7)               |
| 역대 최저 기온 °C (°F)                        | −21.6 (−6.9)             | −21.2 (−6.2)             | −23.0 (−9.4)             | −18.2 (−0.8)             | −10.4 (13.3)             | −2.1 (28.2)              | 1.3 (34.3)               | −2.1 (28.2)              | −7.3 (18.9)              | −13.6 (7.5)              | −18.5 (−1.3)             | −20.2 (−4.4)             | −23.0 (−9.4)             |
| 평균 강수량 mm (인치)                         | 55.2 (2.17)              | 42.5 (1.67)              | 43.3 (1.70)              | 29.2 (1.15)              | 19.3 (0.76)              | 28.2 (1.11)              | 33.0 (1.30)              | 34.1 (1.34)              | 39.1 (1.54)              | 58.0 (2.28)              | 54.2 (2.13)              | 52.8 (2.08)              | 488.9 (19.23)            |
| 평균 강수일수 (≥ 1.0mm)                       | 11.1                     | 8.3                      | 9.8                      | 6.2                      | 4.8                      | 6.4                      | 7.3                      | 7.1                      | 7.9                      | 11.0                     | 10.9                     | 11.3                     | 102.1                    |
| 평균 월간 일조시간                            | 6.2                      | 36.4                     | 77.5                     | 129.0                    | 173.6                    | 177.0                    | 158.1                    | 136.4                    | 84.0                     | 52.7                     | 12.0                     | 0.0                      | 1,042.9                  |
| 평균 일일 일조시간                            | 0.2                      | 1.3                      | 2.5                      | 4.3                      | 5.6                      | 5.9                      | 5.1                      | 4.4                      | 2.8                      | 1.7                      | 0.4                      | 0.0                      | 2.8                      |
| 출처 1: Hong Kong Observatory                 |                          |                          |                          |                          |                          |                          |                          |                          |                          |                          |                          |                          |                          |
| 출처 2: Icelandic Meteorological Office (IMO) |                          |                          |                          |                          |                          |                          |                          |                          |                          |                          |                          |                          |                          |